# 山田芳裕
山田 芳裕（やまだ よしひろ、1968年1月7日 - ）は、日本の漫画家。新潟県新潟市出身。既婚。

## 略歴
私立新潟明訓高等学校卒業。1987年、立正大学法学部在学中、講談社主催のちばてつや賞入賞作『大正野郎』で週刊『コミックモーニング』からデビュー。
その後、『モーニング』や『月刊アフタヌーン』で複数の短期連載を続けていたが、小学館『ヤングサンデー』での初めての本格連載『デカスロン』が人気となった。さらに『度胸星』を連載するが、未完のまま短期間で終了。『ヤングサンデー』の方針変更のため、打ち切りとなったともいわれている。
発表の場を再び講談社に戻し、古巣『モーニング』で2000年に『いよっおみっちゃん』、2001年から2004年まで『ジャイアント』、2005年から2017年まで『へうげもの』を、2018年は『仕掛暮らし』（原作：池波正太郎）を連載。2019年、最新作『望郷太郎』をブロック連載でスタートさせた。

## 作風
個性豊かなキャラクターと、オリジナリティの高いストーリーで読ませる作家である。作品ごとに個性的な切り口の工夫があり、それがこの作家の特徴となっている。
デビュー作以来、人間の持つ独特のこだわりをテーマにした作品が多く、一般には知名度も人気も低い競技をはめ込んで成功した『デカスロン』、SF的アイディアを盛り込んだ『度胸星』を発表している。

## 作品リスト
- 大正野郎（1987年、『週刊モーニング』、講談社、全2巻）
- 考える侍（1989年、『コミック・アフタヌーン』、講談社、全1巻）
- しわあせ（1991年、『モーニングパーティ増刊』、講談社、全1巻）
- やぁ！（1991年、『ミスターマガジン』、講談社、全1巻）
- ザ・プライザー（原作：末田今日也、『漫画アクションキャラクター』、双葉社、全1巻）
- デカスロン（1992年 - 1999年、『週刊ヤングサンデー』、小学館、全23巻、文庫版全13巻）
- 度胸星（2000年 - 2001年、『週刊ヤングサンデー』、小学館、全4巻、講談社より完全版全4巻）
- いよっおみっちゃん（2000年、『週刊モーニング』、講談社、全1巻）
- ジャイアント（2001年 - 2004年、『週刊モーニング』、講談社、全9巻）- 日本人メジャーリーガーの活躍を描く。
- へうげもの（2005年 - 2017年、『週刊モーニング』、講談社、全25巻） - 安土桃山時代を舞台に、古田織部（古田重然）を主人公にした作品。第13回（2009年）文化庁メディア芸術祭マンガ部門優秀賞、第14回手塚治虫文化賞マンガ大賞受賞。2011年4月からアニメ化放送された。
- 泣く男（短編集、全1巻）
- 仕掛暮らし（原作：池波正太郎、2018年、『週刊モーニング』、講談社、全1巻）
- 望郷太郎（2019年 - 連載中、『週刊モーニング』、講談社、既刊13巻）

## 関連番組
- BSマンガ夜話「へうげもの」（NHK BS2 2008年6月17日） - 本人出演なし。ゲストは山田五郎と中田敦彦。
- 歴史秘話ヒストリア “ひょうきん”に命がけ～戦国武将・古田織部 美の革命～（NHK 2010年2月10日）